# Municipio de Lake Byron
El municipio de Lake Byron (en inglés: Lake Byron Township) es un municipio ubicado en el condado de Beadle en el estado estadounidense de Dakota del Sur. En el año 2010 tenía una población de 182 habitantes y una densidad poblacional de 1,96 personas por km².

## Geografía
El municipio de Lake Byron se encuentra ubicado en las coordenadas 44°35′38″N 98°8′57″O / 44.59389, -98.14917. Según la Oficina del Censo de los Estados Unidos, el municipio tiene una superficie total de 93.08 km², de la cual 85,04 km² corresponden a tierra firme y (8,63 %) 8,04 km² es agua.

## Demografía
Según el censo de 2010, había 182 personas residiendo en el municipio de Lake Byron. La densidad de población era de 1,96 hab./km². De los 182 habitantes, el municipio de Lake Byron estaba compuesto por el 100 % blancos. Del total de la población el 0 % eran hispanos o latinos de cualquier raza.